# غويلرمو أندرسون
غويلرمو أندرسون (بالإسبانية: Guillermo Anderson)‏ هو ملحن هندوراسي، ولد في 26 فبراير 1962 في لا سيبا في هندوراس، وتوفي بنفس المكان في 6 أغسطس 2016 بسبب سرطان الغدة الدرقية.

## وصلات خارجية
- غويلرمو أندرسون على موقع ميوزك برينز (الإنجليزية)
- غويلرمو أندرسون على موقع ديسكوغز (الإنجليزية)